# Hasan Bughra-chan
Hasan Bughra-chan (właściwie: Abu Musa Hasan (albo Harun) Ibn Sulajman Bughra-chan. Używał także tytułów Szihab ad-Daula oraz Zahir ad-Da'wa) (? - zm. 992) – chan z dynastii Karachanidów, który zapoczątkował ich inwazję na terytoria Samanidów.
Był wnukiem Satuk Bughra-chana (zm. 955) – pierwszego Karachanidy, który przyjął islam. W roku 990 Hasan Bughra-chan zajął należący do Samanidów Isfidżab, a w roku 991/992 Ferganę. W roku następnym został zaproszony w samo centrum ziem Samanidów przez niezadowolonych z ich prób centralizacji lokalnych dehkanów oraz dowódcę wojsk w Chorasanie, Abu Alego Simdżuriego. Ten ostatni zawarł z nim sekretny układ, przewidujący podział posiadłości Samanidów – Simdżuri miał zagarnąć Chorasan, zaś Hasan Bughra-chan Mawarannahr. Kiedy Bughra-chan zaatakował, Abu Ali Simdżuri pozostał ze swymi wojskami w Chorasanie, a wysłany przeciwko niemu Faʾik – dowódca wojsk emira Nuha Ibn Mansura (976-997), działając w porozumieniu z Simdżurim, przeszedł na stronę Karachanidów. W tej sytuacji Bughra-chan zajął stolicę Samanidów Bucharę, właściwie nie napotykając oporu. Nuh Ibn Mansur uciekł do Amolu. Ten sukces został uczczony przez wypuszczenie pierwszych znanych nam karachanidzkich monet, z imieniem Bughra-chana, oraz przyjęciem honorowych tytułów utrzymanych w tradycji muzułmańskiej. Wkrótce jednak Hasan Bughra-chan zachorował i ewakuował Bucharę. Marionetkowy samanidzki książę, którego popierał – Abd al-Aziz Ibn Nasr, musiał także opuścić miasto w obliczu triumfalnego powrotu Nuha Ibn Mansura. Hasan Bughra-chan dotarł do Samarkandy, następnie zaś udał się do Kaszgaru, w drodze do niego jednak zmarł. Samanidzi odzyskali Bucharę wraz z centralnymi regionami Mawarannahru. Hasan Bughra-chan uważany jest za protoplastę rodu Hasanidów, drugiej obok Alidów – potomków jego kuzyna Alego Ibn Musy (zm. 998) – najważniejszej gałęzi Karachanidów.